# Aglaia pyriformis
Espèce
Synonymes
- Aglaia puncticulata Merr.[1]

Statut de conservation UICN

 VU D2 : Vulnérable
Aglaia pyriformis est une espèce de plantes de la famille des Meliaceae.

## Publication originale
- The Philippine Journal of Science. Section C, Botany 13: 290. 1918.